# Цвятко Благоев
Цвятко Благоев е български народен музикант, кавалджия и кларинетист.

## Биография
Роден е в град Угърчин, Северна България, където започва да учи и свири автентичен фолклор още от малък. Големият Благоевски род се славел с много добри свирачи на народни инструменти. Двамата му дядовци (по майчина и бащина линия) са свирели на гайда и на кавал, а баща му на свирка. Негови учители в свиренето на кавал са Георги Кехайов и Станил Паяков. През 1935 година прави дебют в радиото, където свири „на живо“. От 1936 до 1938 година е част от прочутата по онова време Бистришка четворка, с която има изяви зад граница. След напускането ѝ, учи педагогика в Софийския университет. По това време се присъединява към Софийската кореняшка група на Карло Алиев, където е кларинетист. През 1939 година Благоев създава собствена група, която е известна като Угърчинска група или понякога като „Групата на Цвятко Благоев“. С тази група Благоев изнася концерти в България и чужбина, работи съвместно с българските народни певци Атанаска Тодорова, Борис Машалов и други. Угърчинската група става основа на създадения през 1952 година оркестър към Ансамбъла за народни песни на Българското радио, а Цвятко Благоев става негов първи концертмайстор.
Една от големите му заслуги е издирването на народни песни от цялата страна, както и обучаването на изпълнители. Сладкогласният му кавал, пискливата свирка, автентичната гайда, орнаментираните народни мелодии, които изпълнява на тромпет и кларинет, са популяризирали народната ни музика в повече от 26 страни по света. Цвятко Благоев пръв въвежда нотното писмо в народната музика, обучава на солфеж народните таланти, които сам издирва при концертните си изяви в страната.
Съхранил стакатото (отсеченото свирене) - една от особеностите на северняшката инструментална музика. Свиреше бляскаво, витално, невероятен музикант. Друг кавалджия като него не съм слушала", разказва за него изследователката на българския фолклор Лорен Броди.
Животът на Цвятко Благоев е историята на българската народна музика. Носител е на много български и международни награди, на ордени „Кирил и Методий", „Червено знаме на труда", „Народна Република България" за приноса му към националната култура в изучаването, съхранението и разпространението на автентичния български фолклор.